# Ten on One (The Singles)
Ten on One (The Singles) ist das erste Best-Of-Kompilationsalbum der deutsch-französischen Popsängerin Sandra. Es wurde über Virgin am 5. Oktober 1987 veröffentlicht.

## Entstehung
Das Album wurde von Michael Cretu und Armand Volker produziert, die Aufnahmen fanden im Data Alpha Studio, München, zwischen Januar 1985 and August 1987 statt. Für das Album wurden die Singlehits von Sandra mit zwei unveröffentlichten Aufnahmen, dem Cover Everlasting Love sowie Stop for a Minute, die beide als Singles veröffentlicht wurden und dem Albumtitel Don’t Cry (The Breakup of the World) von Mirrors kombiniert. Bei Everlasting Love spielte Curt Cress die Percussion-Instrumente.

## Gestaltung
Das Cover, das Sandra auf dem Bauch liegend mit freiem Oberkörper auf einem Bett zeigt, wurde von Mike Schmidt gestaltet, das Foto stammt von Dieter Eikelpoth. Das Album enthält in der Originalausgabe ein Poster mit Kommentaren Sandras zu den einzelnen Stücken.

## Titelliste
| #  | Titel                                | Autor(en)                                                           | Produzent(en)                | Länge |
| -- | ------------------------------------ | ------------------------------------------------------------------- | ---------------------------- | ----- |
| 1  | Everlasting Love                     | James "Buzz" Cason, McGavock "Mac" Gayden                           | Michael Cretu, Armand Volker | 3:51  |
| 2  | Hi! Hi! Hi!                          | Michael Cretu, Hubert Kemmler, Klaus Hirschburger                   | Michael Cretu, Armand Volker | 4:08  |
| 3  | Stop for a Minute                    | Michael Cretu, Klaus Hirschburger                                   | Michael Cretu, Armand Volker | 4:05  |
| 4  | Innocent Love                        | Hubert Kemmler, Ulrich Herter, Klaus Hirschburger, Susanne Müller,  | Michael Cretu, Armand Volker | 5:23  |
| 5  | Little Girl                          | Michael Cretu, Hubert Kemmler, Markus Löhr, Klaus Hirschburger      | Michael Cretu, Armand Volker | 3:11  |
| 6  | (I’ll Never Be) Maria Magdalena      | Michael Cretu, Hubert Kemmler, Richard W. Palmer-James, Markus Löhr | Michael Cretu, Armand Volker | 5:55  |
| 7  | In the Heat of the Night             | Michael Cretu, Hubert Kemmler, Markus Löhr, Klaus Hirschburger,     | Michael Cretu, Armand Volker | 5:20  |
| 8  | Midnight Man                         | Michael Cretu, Hubert Kemmler, Klaus Hirschburger                   | Michael Cretu, Armand Volker | 3:04  |
| 9  | Don’t Cry (The Breakup of the World) | Michael Cretu, Hubert Kemmler, Klaus Hirschburger                   | Michael Cretu, Armand Volker | 4:51  |
| 10 | Loreen                               | Michael Cretu, Klaus Hirschburger, Frank Peter                      | Michael Cretu, Armand Volker | 4:17  |

## Kommerzieller Erfolg

### Chartplatzierungen
Das Album erreichte in Deutschland Platz 19, Platz 14 in der Schweiz sowie Platz 28 in Österreich.
| ChartsChartplatzierungen | Höchstplatzierung | Wochen/ Monate |
| ------------------------ | ----------------- | -------------- |
| Deutschland (GfK)        | 19 (22 Wo.)       | 22 Wo.         |
| Österreich (Ö3)          | 28 (0,5 Mt.)      | 0,5 Mt.        |
| Schweiz (IFPI)           | 14 (8 Wo.)        | 8 Wo.          |

### Auszeichnungen für Musikverkäufe
| Land/Region        | Auszeichnungen für Musikverkäufe (Land/Region, Auszeichnung, Verkäufe) | Verkäufe |
| ------------------ | ---------------------------------------------------------------------- | -------- |
| Deutschland (BVMI) | Gold                                                                   | 250.000  |
| Frankreich (SNEP)  | 2× Gold                                                                | 200.000  |
| Österreich (IFPI)  | Gold                                                                   | 25.000   |
| Schweden (IFPI)    | Platin                                                                 | 100.000  |
| Schweiz (IFPI)     | Platin                                                                 | 50.000   |
| Insgesamt          | 4× Gold · 2× Platin ·                                                  | 625.000  |